# Stephan Tragl
Stephan Tragl (* 17. Oktober 1845 in Haid, Königreich Böhmen; † 1. Mai 1891 in Prag) war ein deutsch-böhmischer Architekt, der überwiegend in Prag lebte und arbeitete. Seine Entwürfe waren dem Historismus und der italienischen Neorenaissance verpflichtet, aber auch unter Verwendung von Elementen des Neobarock- oder Neorokoko-Stils. Seine Sakralbauten entwarf er im Stil der Neoromanik bzw. der Neogotik.

## Leben und Wirken
Stephan Tragl wurde in Haid in Westböhmen als Sohn von Josef Tragl geboren. Er besuchte die Mittelschule in Taus und studierte dann am Prager Polytechnikum. Ab 1868 war er als Nachfolger von Josef Schulz (1840–1917) Assistent am deutschen Lehrstuhl für Architektur am Polytechnikum in Prag. Später wirkte er beim Eisenbahnbau in Böhmen mit und arbeitete u. a. in Karlsbad, Příbram und Pilsen. Am Ende der 1870er Jahre ließ er sich in Prag nieder, wo er das Architekturbüro Atelier Tragl in Prag-Smíchov betrieben hat, in welchem u. a. auch der Pilsner Baurat Josef Farkač (1863–1930), der Bauleiter Vincenz Müller und der Architekt Josef Alexander tätig waren.
Er war seit 1869 Mitglied des Prager Deutschen polytechnischen Vereins sowie im Architekten- und Ingenieur-Verein des Königreichs Böhmen. Im Jahr 1879 wurde er zusammen mit den Architekten Josef Benischek (1841–1896), Johann Koch (1850–1915) und Friedrich Benedikt auch Mitglied des Deutschen polytechnischen Vereins (im Ausschuss für technische Angelegenheiten). 
Ab 1882 war er dann auch Mitglied der Baukommission zur Vorbereitung des Baus des Deutschen Theaters in Prag. Diese Tätigkeit bei der Realisierung des Theaterbaus galt damals als sein größtes Vermächtnis. 
Von 1886 bis zu seinem Tod hat er im Auftrag der Gräfin Aloisia Czernin-Morzin (1832–1907) drei Projekte in deren Herrschaft Hohenelbe (Vrchlabí) ausgeführt, und zwar die Dekanatskirche St. Laurentius, das St. Paul Hospital und die Schlosskapelle (Grabkapelle mit Krypta). In der Art dieser Schlosskapelle hat er mehrere Grabkapellen in Form von Serienentwürfen errichtet, u. a. in Stružná (Gießhübel bei Karlsbad), in Všenory (Wschenor bei Prag) und die Riedelsche Grabkapelle in Desná (Dessendorf). 
Als Mitarbeiter von Josef Benischek arbeitete er auch im Komitee zur Vorbereitung der Jubiläumsausstellung in Prag 1891 mit. 
Er war nicht verheiratet und starb am 1. Mai 1891 im Alter von 46 Jahren an Tuberkulose.

## Bauten (Auswahl)
- um 1870: Haid – Bor u Tachova, Malé náměstí 289, neugotischer Umbau der Kapelle des hl. Johannes des Täufers am ehemaligen Spital (unter Denkmalschutz ÚSKP-Nr. 28834/4-1708)
- Haid – Bor u Tachova, Školní 121, allgemeine sechsklassige Volksschule, jetzt Kindergarten
- Haid – Bor u Tachova, Plzeňská 231, Mädchenschule der Barmherzigen Schwestern, jetzt Mittelschule
- 1875–1877: Villa Raczyński in Bregenz, Schloßbergstraße 11, zusammen mit Josef Doubek, seit 1904 Kloster Marienberg (unter Denkmalschutz Nr. 22246)
- 1877: Deutsches Mädchenlyzeum in der Prager Neustadt, Charvátova/Vladislavova im Neorenaissancestil, abgerissen
- 1881: Vereinshaus der Prager Turner mit Turnhalle in der Prager Neustadt, Opletalova 26, Baumeister Josef Blecha (1841–1900)[3]
- 1881–1883: Renovierung der Kirche Mariä Himmelfahrt in Brüx
- 1886–1889: Dekanatskirche St. Laurentius in Hohenelbe – Vrchlabí, náměstí Míru, mit Josef Farkač und Josef Alexander sowie Baumeister Vincenz Müller (unter Denkmalschutz ÚSKP-Nr. 29844/6-4586)
- 1887–1891: Morzinsche Schlosskapelle im neugotischen Stil mit Krypta (Grabkapelle der  Czernin-Morzin) in Hohenelbe – Vrchlabí, Dobrovského, im Auftrag der Gräfin Aloisia Czernin-Morzin (1832–1907) (unter Denkmalschutz ÚSKP-Nr. 102040)
- 1890–1891: St. Pauls Hospital in Hohenelbe – Vrchlabí, Husova 212, jetzt Kinder- und Jugend-Haus
- 1888: Mietshaus in Prag, Hybernská 1011/28, erbaut für Franz Preidl, Baumeister Josef Blecha
- 1888: Musikpavillon im Garten des Deutschen Casinos in Prag
- 1889: neugotisches Wohnhaus in Prag, Klimentská 1245/5
- 1889–1891: Synagoge in Königinhof – Dvůr Králové, 17. listopadu, zusammen mit Josef Farkač, im neuromanische Stil, in den 1960er Jahren abgerissen
- 1889–1890: Deutsches Haus in Theresienstadt – Terezín, Náměstí ČSA 85 im Neorenaissance (unter Denkmalschutz  ÚSKP-Nr. 104083)
- 1889: Erweiterung der Ringhoffer-Werke in Prag-Smíchov
- 1884: Kapelle St. Anna in Gießhübel – Stružná bei Karlsbad, im Auftrag der Gräfin Anna von Nostitz, zusammen mit Josef Alexander
- 1889–1890: Kapelle St. Johannes der Täufer in Wschenor – Všenory bei Prag, im Auftrag von Františka Nolčová erbaut als Grabkapelle der Familie Nolč (unter Denkmalschutz ÚSKP-Nr. 10126/2-4296)
- 1889–1890: Riedelsche Grabkapelle in Dessendorf – Desná (unter Denkmalschutz ÚSKP-Nr. 11673/5-5793)
- 1891: Restaurant-Pavillon für die Pilsner Aktienbrauerei zur Jubiläumsausstellung in Prag

## Galerie von ausgeführten Bauten

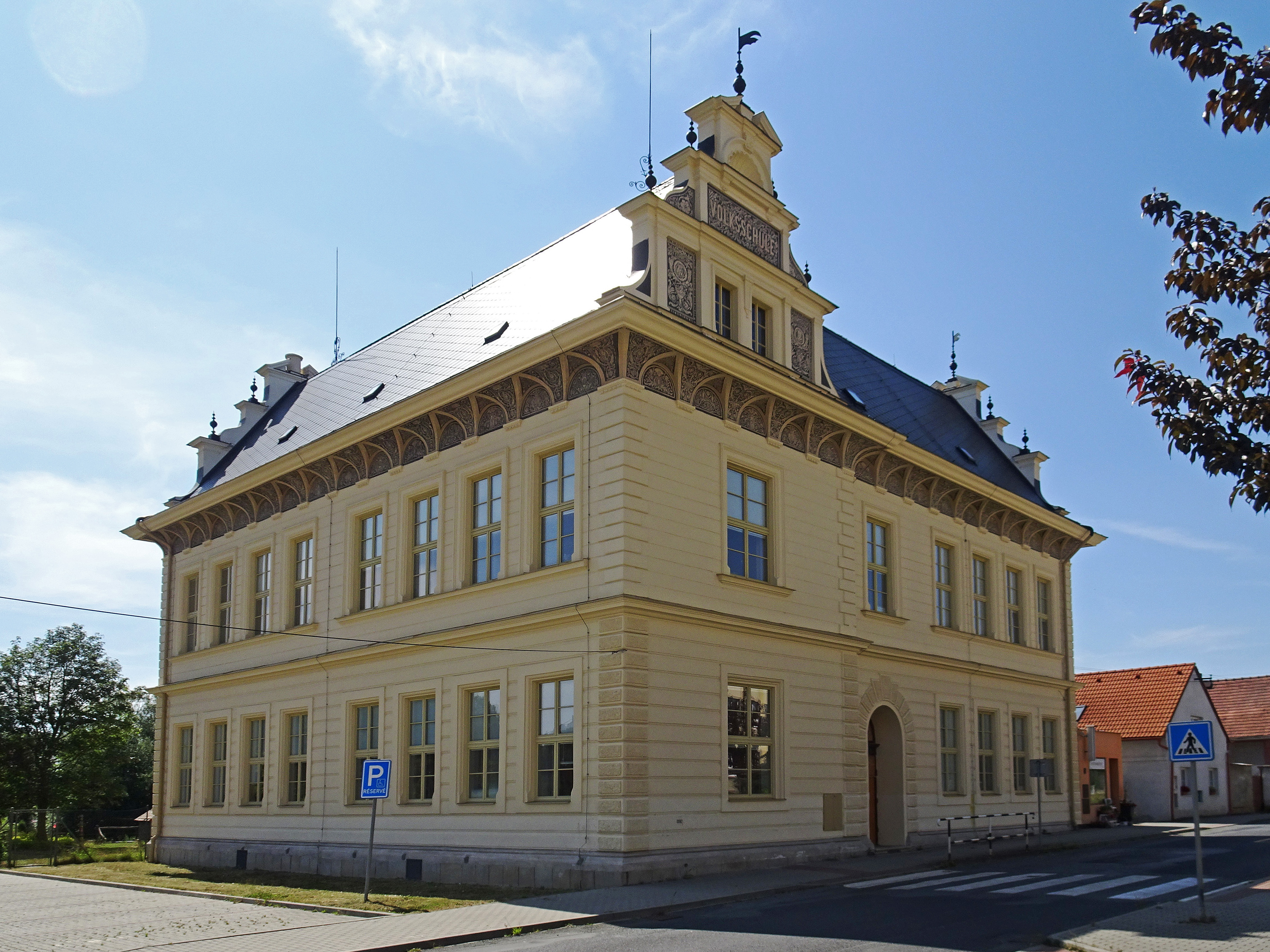
Grundschule in Haid
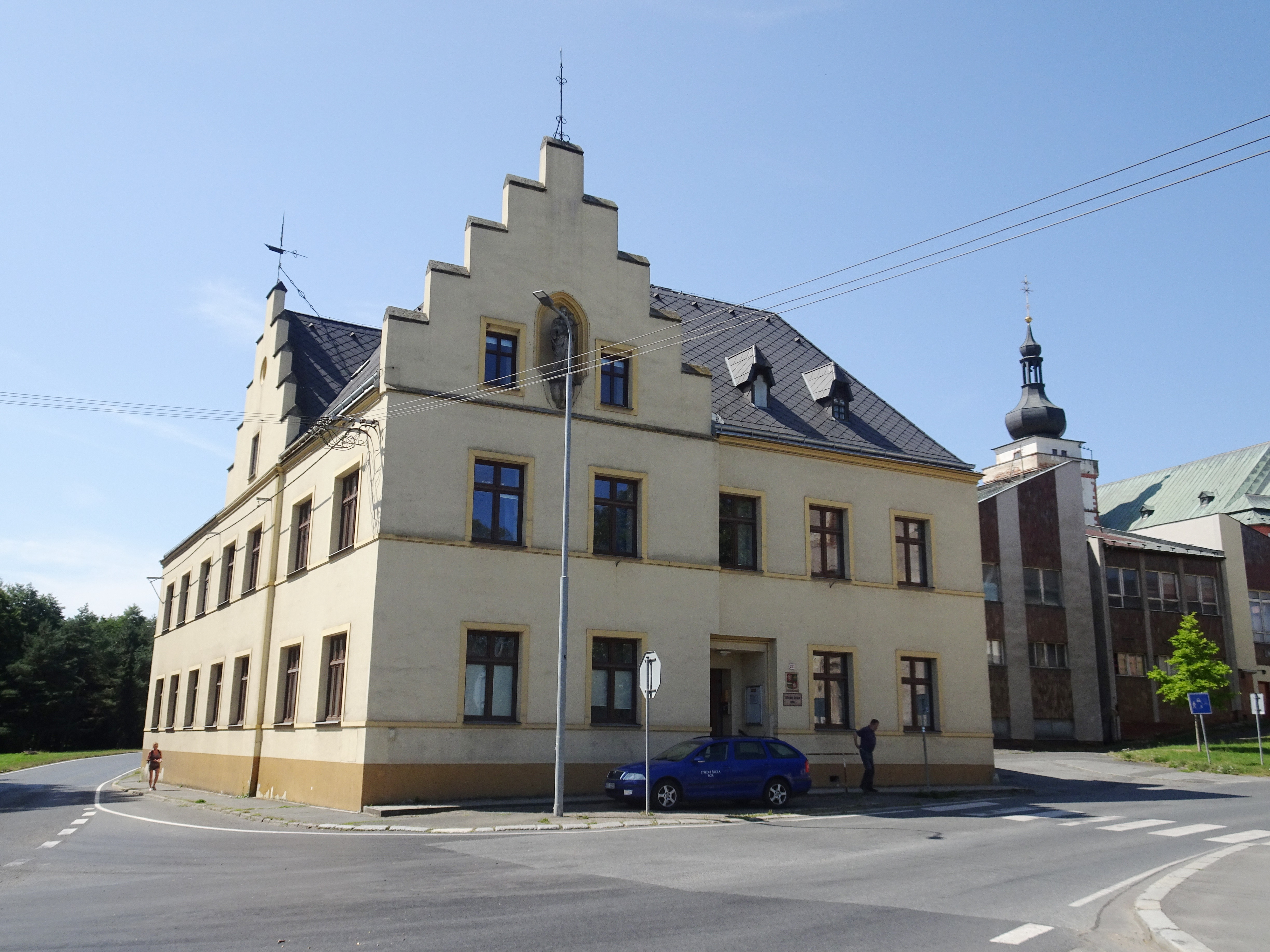
Mittelschule in Haid
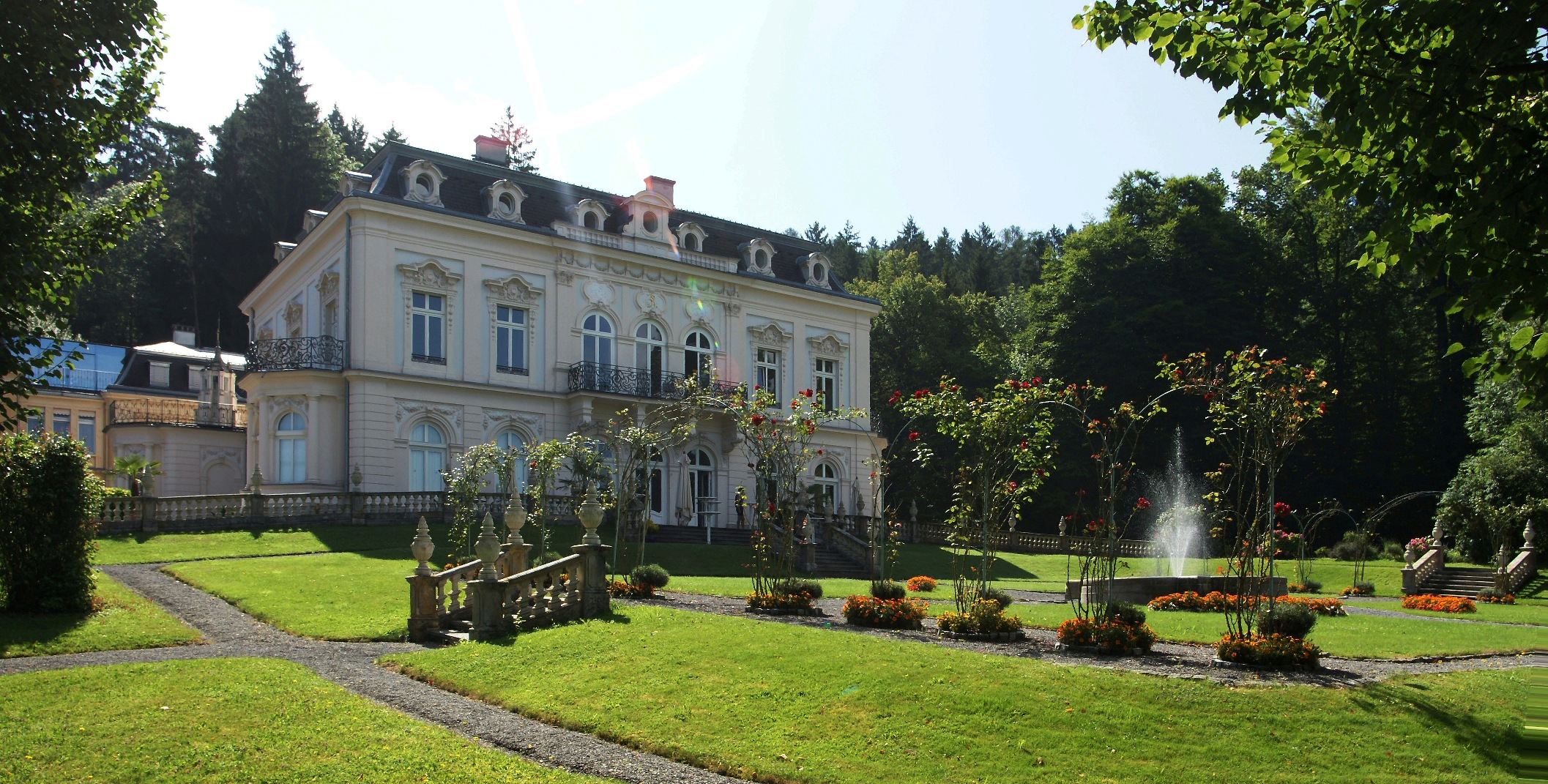
Villa Raczyński in Bregenz
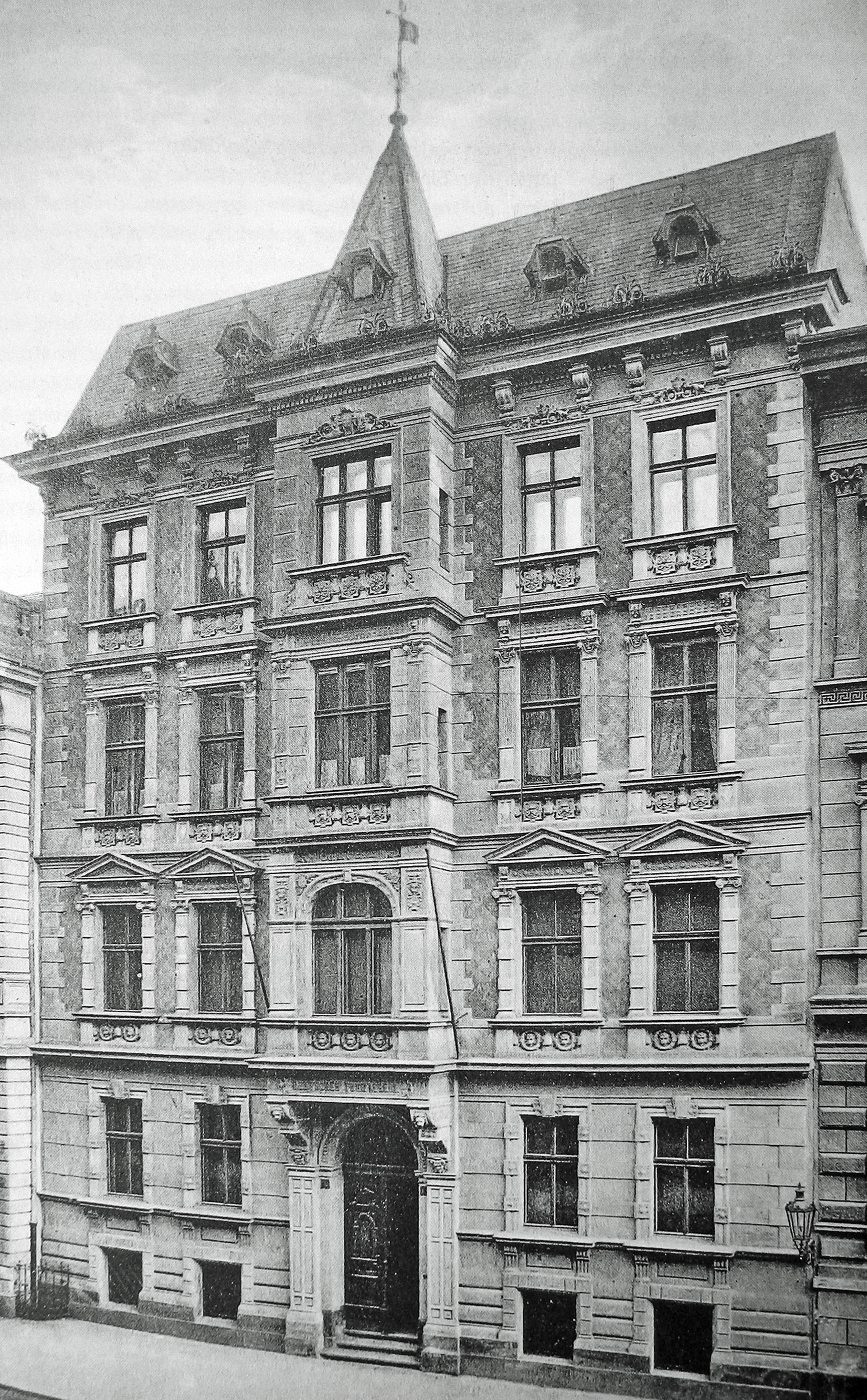
ehem. Deutsches Vereinshaus in Prag
Mietshaus in Prag
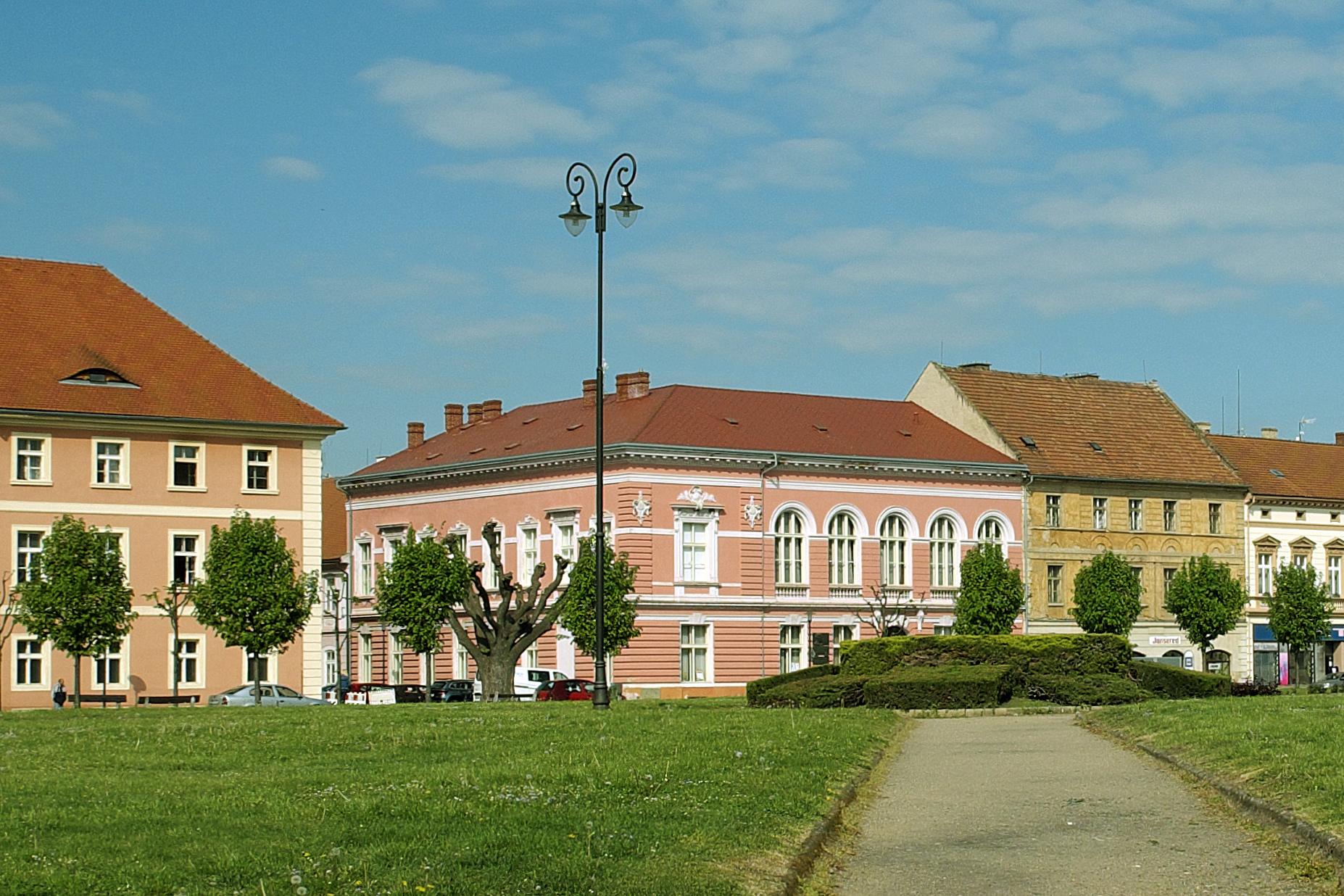
ehem. Deutsches Vereinshaus in Theresienstadt
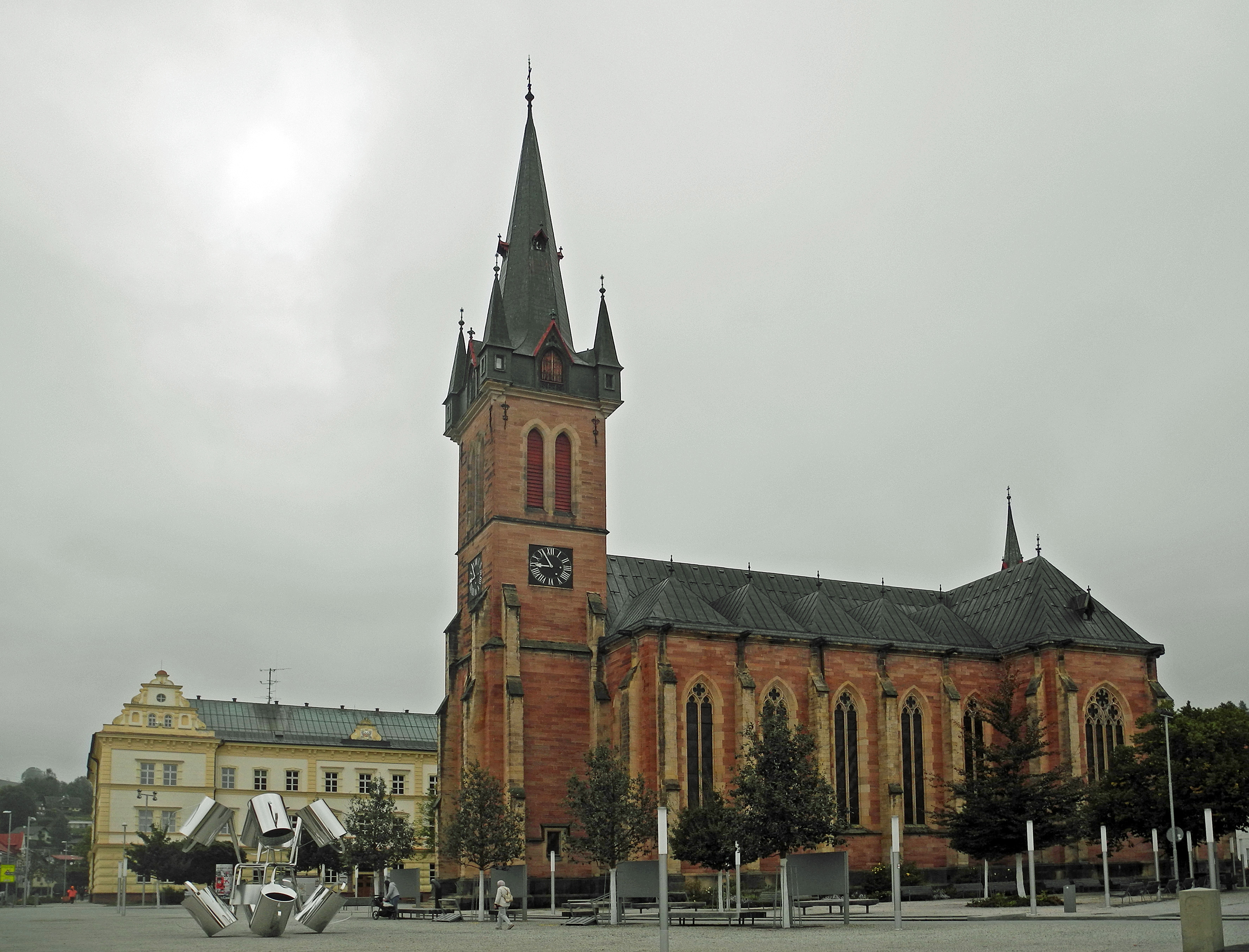
Laurentiuskirche in Hohenelbe
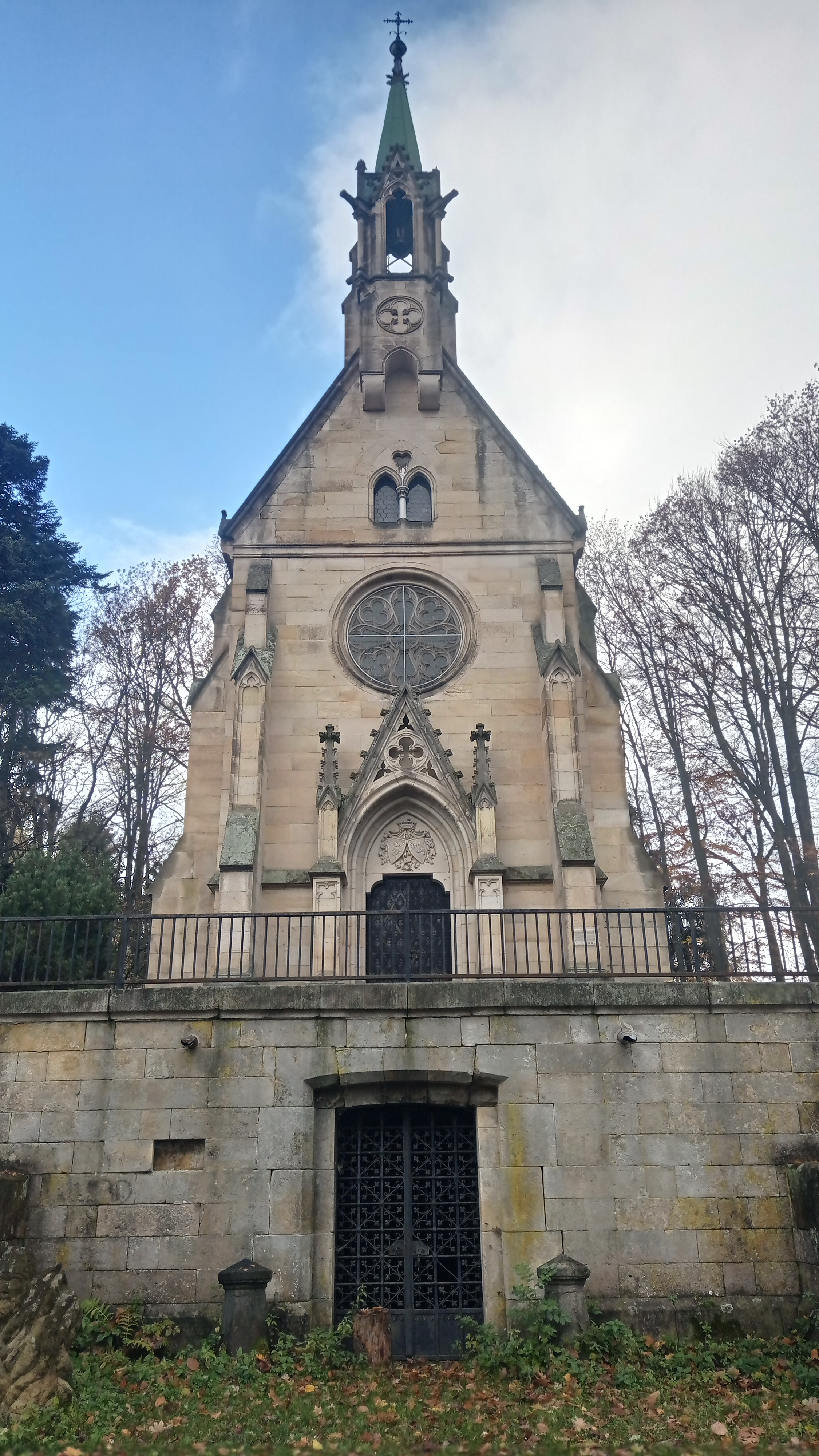
Grabkapelle in Hohenelbe
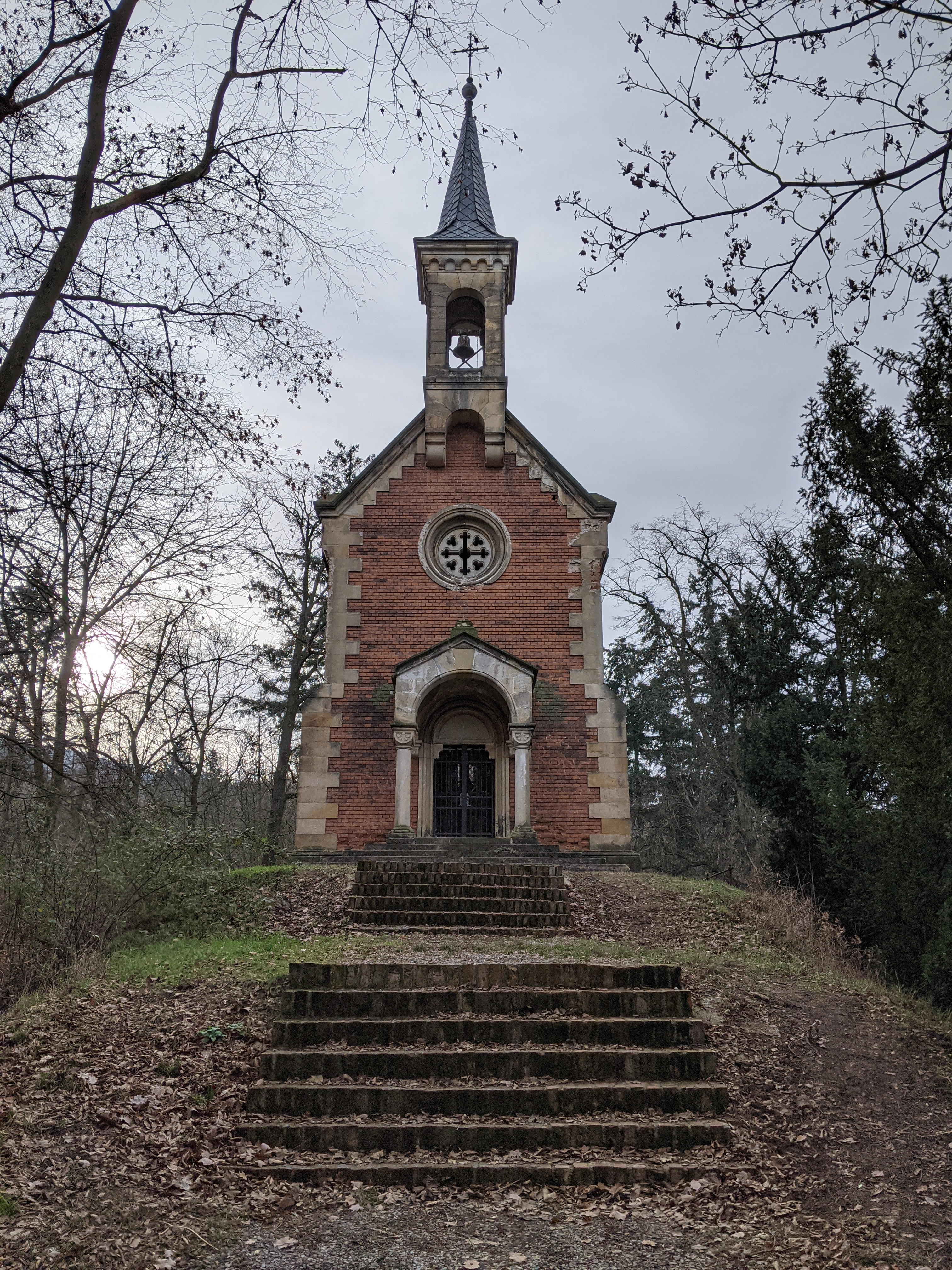
Grabkapelle in Všenory
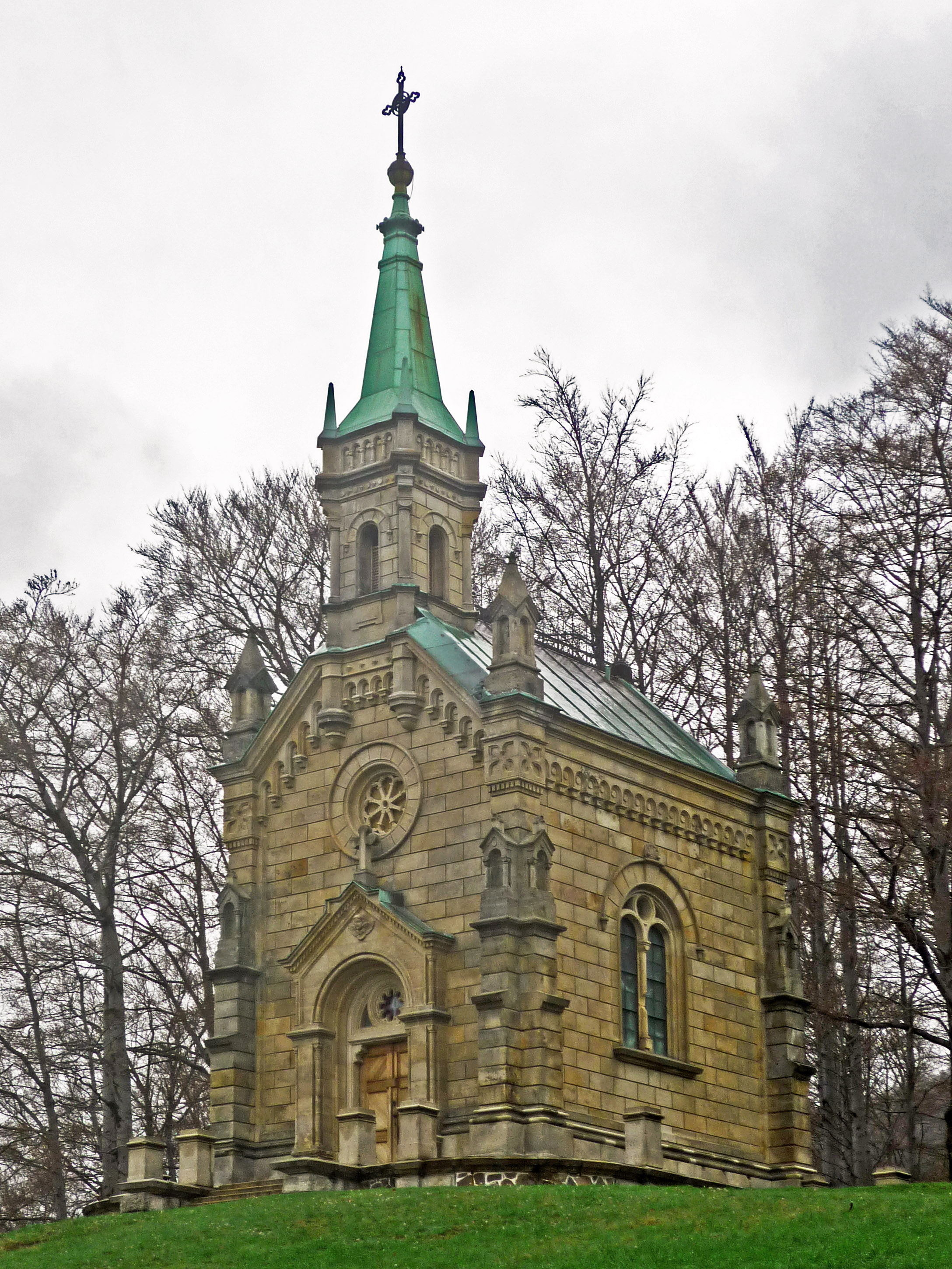
Riedelsche Grabkapelle in Desná